# Dierenverzorger
Een dierenverzorger, of dierverzorger, is iemand die voor dieren zorgt in bijvoorbeeld een dierentuin, laboratorium of dierenasiel. De dierenverzorger is dus verantwoordelijk voor de dagelijkse verzorging van dieren die in gevangenschap leven.

## Dagelijkse verzorging
Onder dagelijkse verzorging vallen zaken als: tandenpoetsen, wassen, schone omgeving, nagels knippen, van voedsel en drinken voorzien en ook de verzorging van de vacht. Tijdens de verzorging let de dierenverzorger ook op het gedrag van de te verzorgen dieren, omdat wijzigingen in het normale gedrag op ziekten kunnen duiden. Bij ziekte wordt iemand anders ingeschakeld, meestal hoger opgeleid of in een hogere functie, die constateert of er een dierenarts ingeschakeld moet worden. De verzorger helpt wel met het vangen en vervoer van het zieke dier en zal later eventueel ook de medicijnen toedienen.
Het stimuleren van activiteiten van de dieren valt ook onder de verzorging. Hierbij zijn de activiteiten afhankelijk van het soort dier en het soort instelling.

## Voorbeelden
De verschillende dierenverzorgers hebben verschillende taken per instelling. Het werk bij een dierentuin is heel anders dan bij een dierenarts of -winkel.

### Dierentuin en kinderboerderij
Dierenverzorgers in dierentuinen en kinderboerderijen hebben dezelfde taken wat betreft dierenverzorging. Zij zorgen er voor dat de dagelijkse verzorging plaatsvindt en zorgen ook voor vermaak voor de dieren en dat bezoekers informatie krijgen over de dieren. Bij dierentuinen kan het ook zo zijn dat er voor het voer aparte dierenverzorgers in dienst zijn. Zeker bij dierentuinen is het zo dat de verzorger gespecialiseerd is in het dier of een groep dieren die deze verzorgt. Veel dierentuinmedewerkers zijn gespecialiseerd in een specifieke groep dieren, bijvoorbeeld slangen, vissen, olifanten of insecten. De dierenverzorgers in dierentuinen hebben zo min mogelijk direct contact met de dieren.

### Dierenwinkel en -asiel
Bij een dierenwinkel en in het asiel zorgt de verzorger tijdelijk voor de dieren. Het werk bestaat hier vooral uit het schoonhouden van de verblijven en het verzorgen van de dieren (onder andere voeren en schoonhouden). Het psychisch stimuleren van de dieren is hier minder van belang, maar wordt wel gedaan. Ook voorlichting aan de klanten behoort tot het takenpakket.

### Dierenartsassistent of dierenambulance
Bij deze twee instellingen richt de dierenverzorging zich meer op het medische aspect, zoals medicijnen toedienen, maar ook het helpen bij operaties. De assistent fungeert ook als administratief medewerker of receptionist.

## Opleiding
In Nederland zijn er meerdere mbo-opleidingen voor dierenverzorgers. Dit betekent dat het dus een gediplomeerd beroep is. Voor dierenartsassistent geldt een opleiding van dierenverzorger op MBO-4-niveau.
In België zijn er voor het vak dierenverzorger cursussen en opleidingen op bachelorniveau. Ook in België is de opleiding voor dierenartsassistent er een van dierenverzorger.

## Vitaal beroep
Gedurende de Coronacrisis heeft de Nederlandse minister Schouten, minister van Landbouw, Natuur en Voedselkwaliteit, beslist dat alleen dierenverzorgers die binnen de voedselketen werken, aangemerkt kunnen worden als vitaal beroep. De Partij van de Dieren wilde dat alle dierenartsen en -verzorgers als iemand met een cruciaal beroep aangemerkt zouden worden. Ook dierenorganisaties hebben dit, ook tijdens overleg met de minister, aangegeven.